# シュレフ国際空港
シュレフ国際空港（Aéroport International de Chlef）はアルジェリアのシュレフにある国際空港。アブバカール・ベルカイド空港（Aboubakr Belkaid Airport）とも知られる。第二次世界大戦中はドイツアフリカ軍団に対するアメリカ空軍の第12空軍が配置されており有名。

## 就航路線
| 航空会社           | 就航地     |
| ------------------ | ---------- |
| エーグル・アズール | マルセイユ |
| アルジェリア航空   | マルセイユ |